# Yactenga
Yactenga est une commune rurale située dans le département de Laye de la province du Kourwéogo dans la région Plateau-Central au Burkina Faso.

## Géographie
Yactenga se trouve à 7 km au nord-ouest de Laye et à environ 9 km au sud-est de Boussé, le chef-lieu provincial. Le village est traversé par la route nationale 2 entre LAYE et BOUSSE.
| Coordonnées     | 12° 35′ 01″ N, 1° 50′ 25″ O |
| Altitude        | 347 m                       |
| Fuseau hhoraire | UTC/GMT+0                   |

## Histoire
Yactenga serait fondé par un grand éleveur peuhl du nom de Bourêma, venu du nord oust du pays. Il fut hébergé par le Lallé Naaba de l'époque que le retient dans son royaume, vu l'importance du troupeau de bœufs qu'il convoyait avec lui. Il épousa la fille du roi de Lallé et eut trois fils. A la mort de leur père, chaque fils s'installa non loin de Lallé et c'est de cette proximité qu'on tire le nom du village Yactenga ou le village du voisin. Dans sa localité, les habitants de Yactenga sont appelés peulh-mossi du fait de leur origine (grand-père peulh et grand-mère mossi). Leur nom de famille originèle est SANKARA mais ils portent de nos jours (sauf une infime minorité) le nom de famille KABORE, celui de leur famille maternelle, afin de bénéficier du protectorat de leur grand-père Naaba Wobgo de Lallé.

## Économie
Yaktenga est une commune rurale où les populations tirent leurs revenus essentiellement de l'agriculture et de l’élevage.

## Santé et éducation
Le centre de soins le plus proche de Yactenga est le centre de santé et de promotion sociale (CSPS) de Sapéo tandis que le centre médical avec antenne chirurgicale (CMA) de la province se trouve à Boussé.